# Banque cantonale neuchâteloise
Banque Cantonale Neuchâteloise es un banco cantonal suizo que es parte de los 24 bancos cantonales que sirven a los 26 cantones de Suiza. Fundado en 1883, Banque Cantonale Neuchâteloise en 2014 tenía 12 sucursales a lo largo de Suiza con 264 empleados; sus activos totales del banco eran de 9979,04 mln CHF. Su sede se encuentra en Neuchâtel (NE). Banque Cantonale Neuchâteloise tiene sus préstamos garantizados por el estado.